# Horasis
Horasis es un think tank internacional e independiente, con sede en Zúrich, Suiza . Fundada en 2005 por Frank-Jürgen Richter, ex director del Foro Económico Mundial, Horasis se dedica a la innovación y el desarrollo de mercados emergentes sostenibles. La Reunión Global Anual de Horasis en Cascais, Portugal, es una reunión de empresarios con funcionarios gubernamentales, científicos e intelectuales centrada en temas relacionados con corporaciones y sociedades.

## Actividades

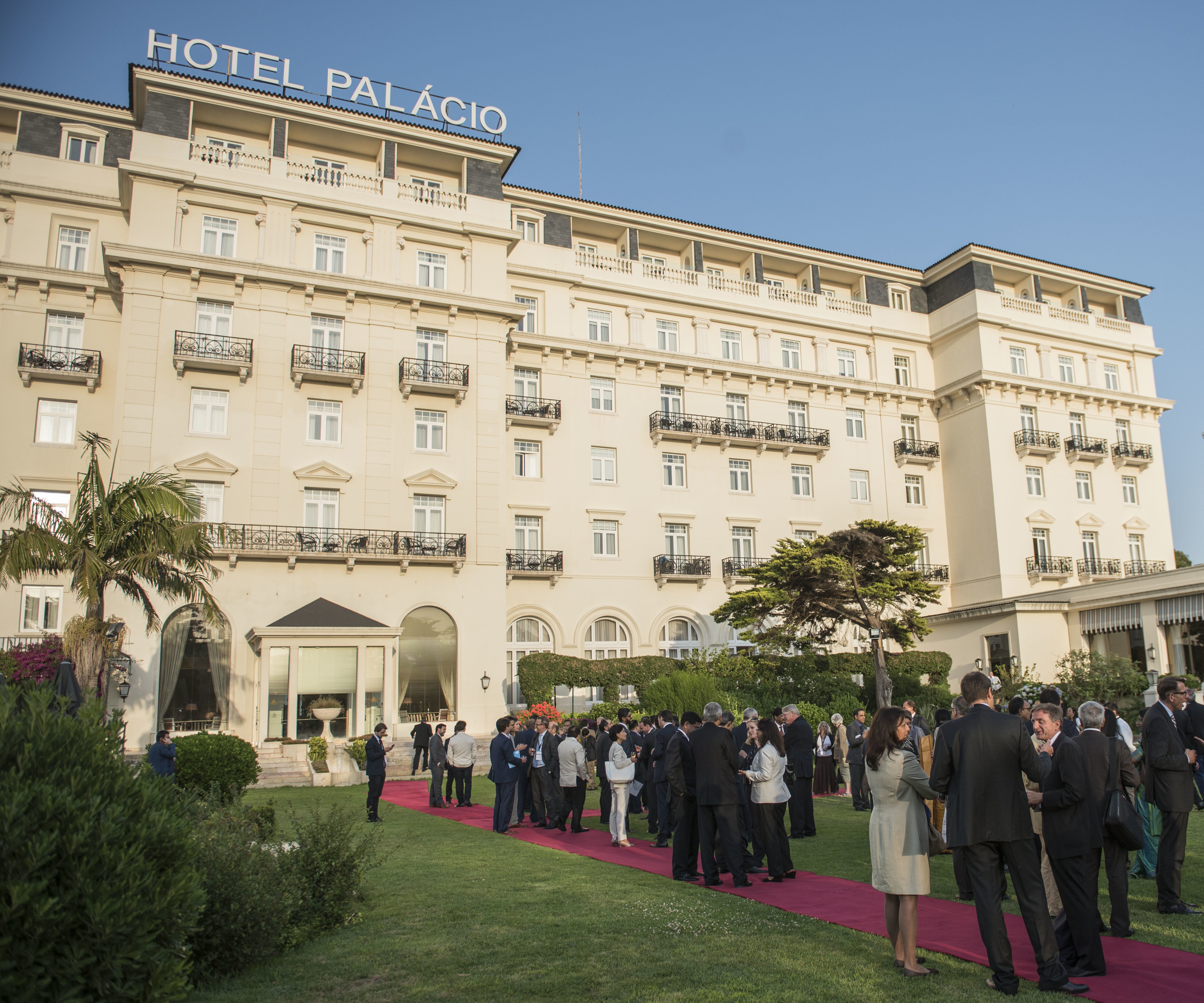
Recepción de Horasis Meeting en el Hotel Palácio Estoril, en Cascais, en la Riviera portuguesa, cerca de Lisboa.

Horasis proporciona una plataforma para la cooperación y el intercambio de conocimientos, especialmente entre países desarrollados y mercados emergentes. La comunidad trabaja principalmente a través de asociaciones con corporaciones, gobiernos y organizaciones internacionales, a menudo sirviendo como incubadora de nuevas iniciativas. Estas reuniones rotan entre los países anfitriones que organizan los eventos; corporaciones seleccionadas complementan discursos y presentaciones sobre temas actuales.
Las reuniones de Horasis generalmente se llevan a cabo en un país anfitrión fuera de la ubicación geográfica de la nación 'en foco'. Los eventos son un medio para que los países 'en el foco' como invitados (China, India y el sudeste asiático) promuevan las relaciones con el mundo y muestren poder blando a través de la cooptación y la cooperación. Las reuniones también son una plataforma para que el país anfitrión participe en un diálogo sobre políticas con los países invitados.
Horasis publica informes basados en las reuniones, contribuye con artículos de opinión a la prensa internacional y opiniones de expertos para programas de noticias de televisión.
Horasis otorga el premio "Líderes empresariales del año" a los empresarios que han estado construyendo y liderando empresas globales exitosas. El premio se entregó por primera vez en 2006. Las ceremonias de premiación tienen lugar en las reuniones regionales.
La Reunión Global Anual de Horasis es una reunión de empresarios con funcionarios gubernamentales, científicos e intelectuales. Alrededor de 500 participantes de 70 países se reúnen cada año para discutir temas relacionados con corporaciones y sociedades. Temas como el crecimiento económico, la innovación, la migración y la desigualdad suelen figurar en los debates.
El Encuentro Global se celebró por primera vez en Liverpool en 2016, y desde 2017 se celebra anualmente en Cascais, Portugal.

## Reuniones regionales
Horasis celebra anualmente la Reunión de Horasis China, la Reunión de Horasis India y la Reunión de Horasis Asia. En 2017, la Reunión de Horasis China se celebró por primera vez en Sheffield, Reino Unido, y asistieron más de 300 empresarios chinos, incluidos representantes de empresas estatales, fondos de inversión y empresas privadas, así como sus homólogos británicos. A la Reunión internacional de Horasis India asisten cientos de empresarios y políticos de la India y de todo el mundo. La Reunión de Horasis Asia en 2017 fue organizada conjuntamente por el Gobierno de Bengala Occidental y la Cámara de Comercio de la India (ICC). La Reunión de Horasis Asia en 2018 y 2019 se celebró en Ciudad Nueva de Binh Duong en Provincia de Bình DngNg, Vietnam.